# Bergsjön

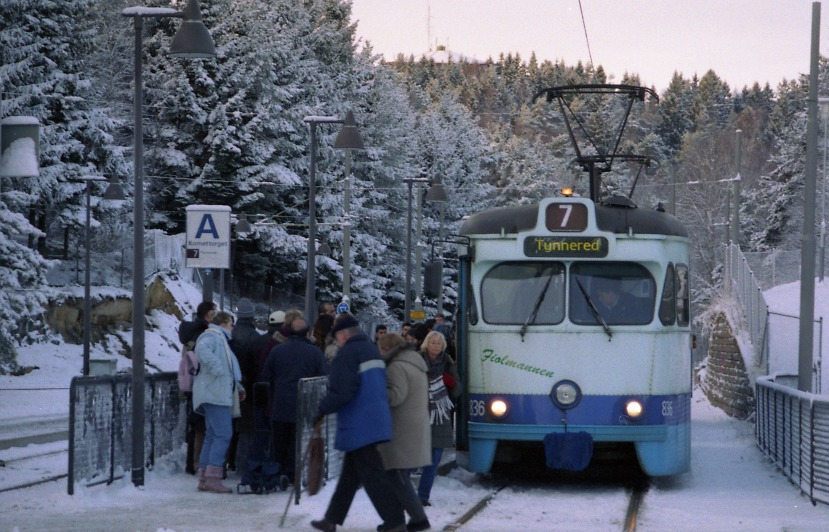
Praça do Cometa em Bergsjön

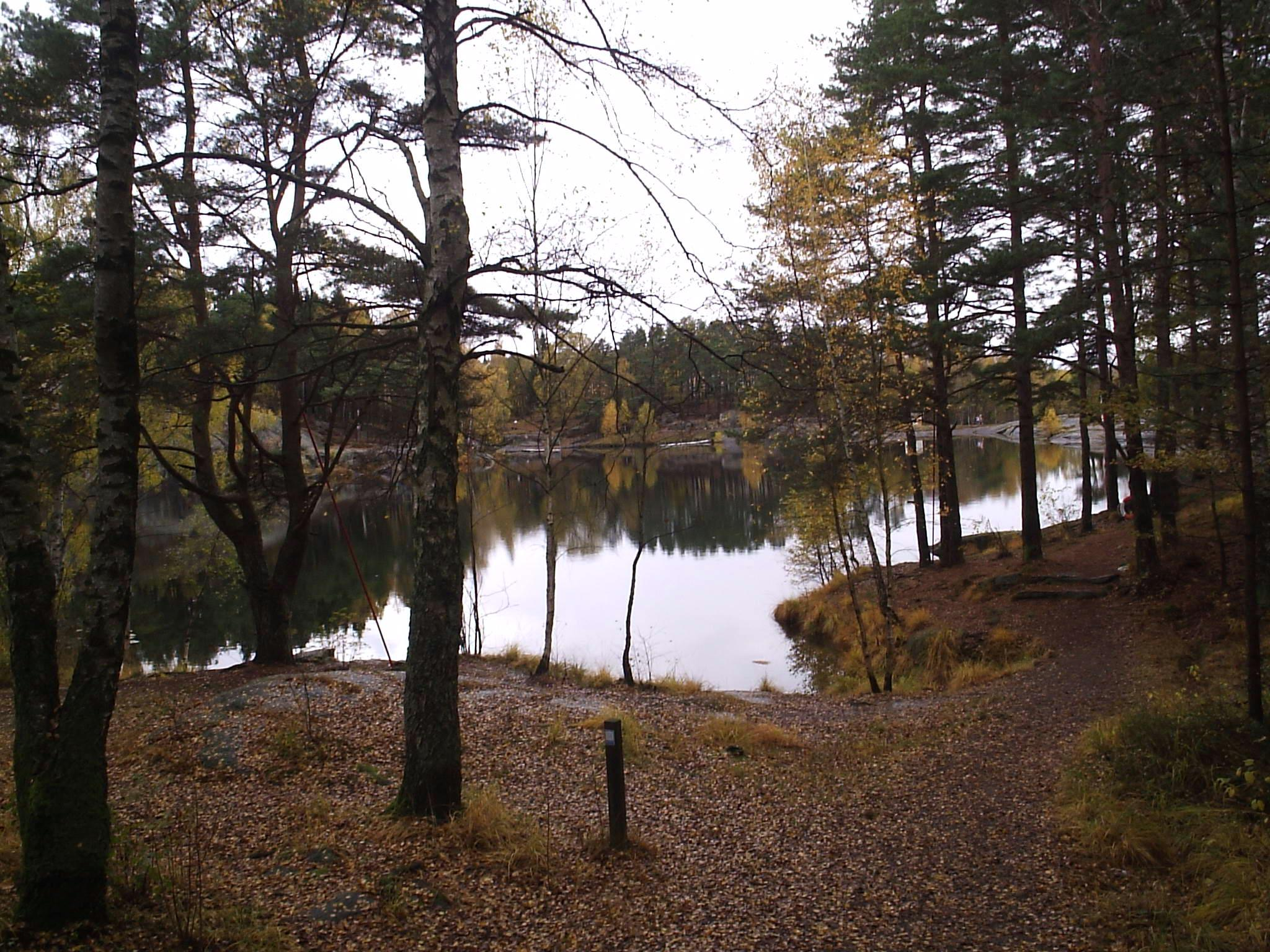
O lago que deu o nome a Bergsjön

Bergsjön (PRONÚNCIA APROXIMADA béri-chên) é um bairro da cidade sueca de Gotemburgo, pertencente à freguesia administrativa da Östra Göteborg. Tem uma área de 521 ha e uma população de cerca de 16 000 habitantes.
Bergsjön fica a 8 km do centro da cidade, e há ligações rápidas de elétrico/bonde e autocarro/ônibus até lá. 
Quase todas as ruas e praças desta freguesia têm nomes relacionados com o espaço e o universo:
Praça do Espaço (Rymdtorget), Rua da Estratosfera (Stratosfärgatan), Rua de Galileu (Galileis Gata).
A Praça do Espaço (Rymdtorget) é considerada o centro de Bergsjön.
Quando o novo bairro de Bergsjön foi fundado na década de 1960, houve uma grande preocupação em seguir as ideias ecologistas da Agenda 21 e do planeamento urbano do SCAFT. O local gozava da proximidade a grandes florestas - com bagas e cogumelos, e a urbanização foi baseada na separação das vias de circulação automóvel e dos peões e ciclistas.

## Coletividades
- Assyriska Föreningen (Associação Assíria)
- AK 77 (Luta livre)
- Bergsjöns Socialdemokratiska förening (Partido Socialdemocrata)
- Bergsjö IF (Futebol)
- Bergsjöns finska förening (Associação Finlandesa de Bergsjön)
- BK Banér (Andebol)
- Bosna IF (Basquetebol)
- CK Master (Ciclismo)
- Folkhögskolecentrum i Bergsjön (Escola Superior Popular)
- Folkpartiet Kortedala/Bergsjön (Partido Liberal)
- Göteborg Nord Shao-lin Kung-fu förening (Luta chinesa)
- Kortedala Scoutkår (Escuteiros)
- Kristdemokraterna (Partido Cristão-Democrata)
- Kurdiska föreningen i Göteborg (Associação Curda)
- Makedoniska ortodoxa kyrkliga församlingen (Igreja Macedónia-Ortodoxa)
- Moderaterna i Kortedala/Nylöse/Bergsjön (Partido Conservador)
- PRO Bergsjön (Associação dos Pensionistas)